# Hans-Jürgen Gundelach
Hans-Jürgen „Hansi“ Gundelach (* 29. November 1963 in Gelnhausen) ist ein ehemaliger deutscher Fußballspieler, der auf der Position des Torhüters aktiv war und an insgesamt 130 Bundesligaspielen teilnahm.
Gundelach spielte ab 1977 in der Jugend von Eintracht Frankfurt. Mit der Eintracht wurde er zweimal Deutscher Jugendmeister. Das erste Mal in der B-Jugend 1980, das zweite Mal in der A-Jugend 1982.
Seine Karriere in der Bundesliga begann 1984 bei Eintracht Frankfurt, wo er zunächst zweiter Torhüter war und auf Ausfälle des Stammtorhüters wartete. In seinem zweiten und dritten Jahr bei den Adlerträgern nahm er schließlich dessen Position ein und lief in jeweils 31 Ligaspielen auf. Während der Spielzeit 1987/88 kam er nur noch auf 14 Einsätze, gewann aber den DFB-Pokal. Nach der nächsten Saison mit nur noch einem Spiel für ihn wechselte er 1989 zum Erstligaaufsteiger FC 08 Homburg. Dort absolvierte er ebenso wie im Jahr nach dem sofortigen Wiederabstieg in die 2. Fußball-Bundesliga sämtliche Ligaspiele. Auch 1991/92 hütete er meist das Tor, unterbrochen nur von einer Rotsperre. Im Anschluss wechselte er zu Werder Bremen, wo er meist erneut auf der Ersatzbank saß oder in der zweiten Mannschaft spielte. In den ersten drei Jahren absolvierte er für die Grün-Weißen neun Spiele und in den letzten beiden Jahren seiner Karriere keine Bundesligapartien mehr. Mit Werder wurde er 1993 Deutscher Meister und zwei Jahre später Vizemeister, 1994 gelang ihm mit dieser Mannschaft ein erneuter Pokalsieg.
Hans-Jürgen Gundelach spielte später noch als Mittelfeldspieler bei seinem Heimatverein TSV Ganderkesee und betreibt heute einen Computerhandel in Hude.

## Titel und Erfolge
- Deutscher Pokalsieger: 1988 (Eintracht Frankfurt), 1994 (Werder Bremen)
- Deutscher Meister: 1993 (Werder Bremen)
- Deutscher Vizemeister: 1995 (Werder Bremen)